# Dsubák Edit
Dsubák Edit (1968. szeptember 27. –) válogatott labdarúgó, középpályás.

## Pályafutása

### Klubcsapatban
A Femina csapatában kezdte a labdarúgást, ahol két-két bajnoki címet, ezüstérmet és öt bronzérmet szerzett.

### A válogatottban
1986 és 1992 között hét alkalommal szerepelt a válogatottban. 

## Sikerei, díjai
- Magyar bajnokság
  - bajnok: 1987–88, 1990–91, 1995–96, 1997–98, 1998–99, 1999–00
  - 2.: 1988–89, 1989–90
  - 3.: 1984–85, 1985–86, 1986–87, 1991–92, 1992–93

## Statisztika

### Mérkőzései a válogatottban
| Magyarország | Magyarország         | Magyarország | Magyarország     | Magyarország | Magyarország | Magyarország     | Magyarország | Magyarország |
| #            | Dátum                | Helyszín     | Hazai            | Eredmény     | Vendég       | Kiírás           | Gólok        | Esemény      |
| ------------ | -------------------- | ------------ | ---------------- | ------------ | ------------ | ---------------- | ------------ | ------------ |
| 1.           | 1986. szeptember 27. | Kaposvár     | Magyarország     | 5 – 1        | Jugoszlávia  | barátságos       | -            | becserélve   |
| 2.           | 1991. április 1.     | Várna        | Bulgária         | 0 – 1        | Magyarország | nemzetközi torna | -            | lecserélve   |
| 3.           | 1991. április 2.     | Sumen (BUL)  | Jugoszlávia      | 3 – 1        | Magyarország | nemzetközi torna | -            |              |
| 4.           | 1991. április 3.     | Várna (BUL)  | Egyesült Államok | 6 – 0        | Magyarország | nemzetközi torna | -            | becserélve   |
| 5.           | 1991. szeptember 14. | Gyula        | Magyarország     | 3 – 1        | Jugoszlávia  | barátságos       | -            | becserélve   |
| 6.           | 1992. április 4.     | Várna (BUL)  | Magyarország     | 0 – 3        | Svédország   | nemzetközi torna | -            | becserélve   |
| 7.           | 1992. május 31.      | Szeged       | Magyarország     | 3 – 0        | Bulgária     | Eb-selejtező     | -            | becserélve   |
|              | Összesen             |              |                  | 7            | mérkőzés     |                  | 0            | gól          |